# Gmina Märjamaa
Gmina Märjamaa (est. Märjamaa vald) – gmina wiejska w Estonii, w prowincji Rapla.
W skład gminy wchodzą:
- Alev: Märjamaa.
- 82 wsie: Alaküla, Altküla, Aravere, Aruküla, Haimre, Hiietse, Inda, Jaaniveski, Jõeääre, Kaguvere, Kangru, Kasti, Keskküla, Kiilaspere, Kilgi, Kirna, Kohatu, Kohtru, Koluta, Konuvere, Kunsu, Kõrtsuotsa, Käbiküla, Käriselja, Laukna, Leevre, Lestima, Lokuta, Loodna, Luiste, Lümandu, Maidla, Metsaääre, Metsküla, Moka, Mõisamaa, Mõraste, Mäliste, Männiku, Naistevalla, Napanurga, Nurme, Nurtu-Nõlva, Nõmmeotsa, Nääri, Ohukotsu, Ojaäärse, Orgita, Paaduotsa, Paeküla, Paisumaa, Pajaka, Purga, Põlli, Päädeva, Rangu, Rassiotsa, Ringuta, Risu-Suurküla, Russalu, Sipa, Sooniste, Soosalu, Sulu, Suurküla, Sõmeru, Sõtke, Teenuse, Tolli, Urevere, Vaimõisa, Valgu, Vanamõisa, Vana-Nurtu, Varbola, Velise, Velisemõisa, Velise-Nõlva, Veski, Vilta, Võeva, Ülejõe.